# 표빙
표빙(表憑, 1472년 ~ 1524년)은 조선의 문신이다. 본관은 신창(新昌). 자는 경중(敬仲), 호는 퇴우(退憂)이다. 동지중추부사 표연말(表沿沫)의 아들이다.
1513년(중종 8년) 식년 문과에 장원으로 급제하여, 1514년 사간원 정언(司諫院正言), 1517년 사헌부 지평(持平), 1519년 홍문관 수찬(弘文館修撰), 1522년 사헌부 장령 등을 거쳐 1524년(중종 19년) 홍문관 직제학(弘文館直提學)에 올랐다.